# Carmine Appice
Carmine Appice (Brooklyn, Nueva York, 15 de diciembre de 1946) es un músico estadounidense, conocido mundialmente por ser el baterista de la banda de rock Vanilla Fudge. Es además hermano del también baterista Vinny Appice. Es el autor del libro de método de aprendizaje de batería Realistic Rock, incluyendo Realistic Rock For Kids.

## Carrera
Durante la segunda mitad de los años 1960 formó parte de la agrupación Vanilla Fudge. Después de cinco trabajos discográficos el grupo se disuelve, y Appice forma el cuarteto de blues rock Cactus, junto a su compañero en Vanilla Fudge, Tim Bogert, el vocalista Rusty Day y el guitarrista Jim McCarty. Appice y Bogert dejan Cactus para unirse al guitarrista Jeff Beck y formar el power trio Beck, Bogert & Appice.
Appice luego se une a la agrupación de Rod Stewart. Incluso formó parte de las bandas de hard rock King Kobra y Blue Murder, y colaboró como músico de sesión en agrupaciones como Pink Floyd o tocando para Ozzy Osbourne.
Fue parte de Hear n' Aid, proyecto dirigido por Ronnie James Dio, creado a fin de recaudar fondos para mitigar el hambre en África. En este proyecto compartiría sesiones de grabación con reconocidos músicos de la época como Rob Halford, Yngwie Malmsteen y el propio Dio.

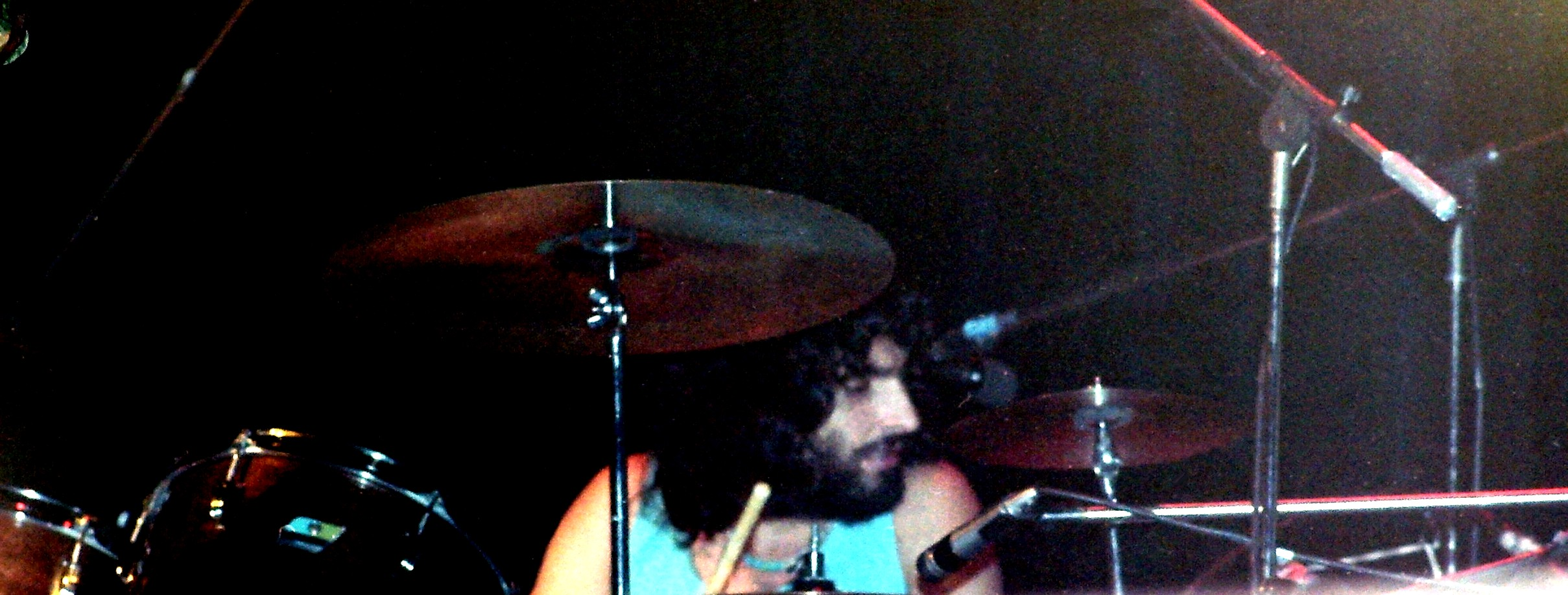
Carmine Appice con Beck y Bogert. 1972

## Discografía

### Vanilla Fudge

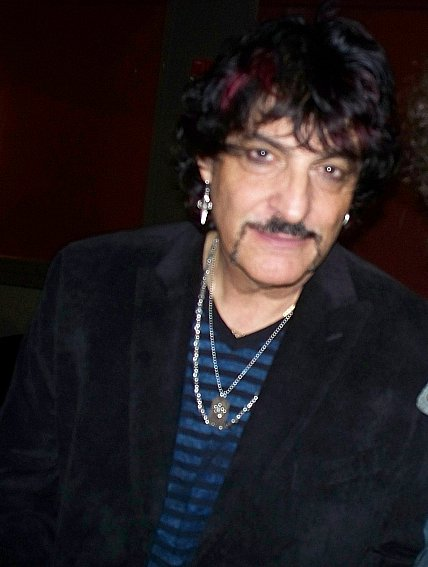
Foto del 2011

- Vanilla Fudge (1967)
- The Beat Goes On (1968)
- Renaissance (1968)
- Near the Beginning (1969)
- Rock & Roll (1970)
- Mystery (1984)

### Cactus
- Cactus (1970)
- One Way...or Another (1971)
- Restrictions (1971)
- Ot N' Sweaty (1972)

### Beck, Bogert & Appice
- Beck, Bogert & Appice (1973)
- Live in Japan (1974)

### KGB
- KGB (1976)
- Motion (1976)

### Rod Stewart
- Foot Loose & Fancy Free (1977)
- Blondes Have More Fun (1978)
- Foolish Behaviour (1980)
- Tonight I'm Yours (1981)

### KISS
- Paul Stanley solo album (1978, en la canción "Take Me Away-Together As One)

### King Kobra
- Ready to Strike (1985)
- Thrill of a Lifetime (1986)
- King Kobra III (1988)

### Pink Floyd
- A Momentary Lapse of Reason (1987, en la canción "The Dogs of War")

### Blue Murder
- Blue Murder (1989)
- Nothin' But Trouble (1993)

### Mothers Army
- Mothers Army (1993)

### Pappo's Blues
- Pappo's Blues Volumen 8, Caso cerrado (1995)

### Carmine Appice's Guitar Zeus
- Carmine Appice's Guitar Zeus (1995)

### Travers & Appice
- It Takes A Lot Of Balls (2004)

### The Lippars
- Saggy and Old (2007)

### Christophe
- Aimer ce que nous sommes (2008)